# Guillermo Altares
Guillermo Altares Lucendo (Madrid, 1968) es un periodista español, licenciado por la Universidad Complutense de Madrid en 1992.
Es redactor jefe del área de Cultura de El País desde 2021. Fue redactor jefe de Internacional (2011-2014) y de los suplementos Ideas (2016-2018) y Babelia (2007-2010), donde se encargó de dirigir la renovación de la revista. También ejerció como editorialista.
Antes de incorporarse a Babelia fue redactor de cine (1998-2001) y reportero de la sección de Internacional, para la que cubrió acontecimientos como la caída de los talibanes en Afganistán en 2001, la posguerra de Irak en 2003, la guerra de Israel contra Líbano en 2006 o las elecciones presidenciales francesas de 2007. 
Con anterioridad a El País, trabajó en la delegación de la Agencia France Presse en Madrid y en el desaparecido diario El Sol.
Desde 2016 colabora en La Cultureta de Onda Cero. 
Es autor de los libros Esto es un infierno. Los personajes del cine bélico (1999), Una lección olvidada (2018), Los silencios de la libertad (2023) y ha colaborado en el ensayo colectivo Imágenes del mal (2003).
En 2019, su libro Una lección olvidada recibió el premio al mejor ensayo del año por la Asociación de Librerías de Madrid.
En 2023 publicó un ensayo titulado Los silencios de la libertad, en el que profundizaba sobre cómo Europa perdió y ganó su democracia.